# Minyag Dratshang
| Tibetische Bezeichnung                                                |
| --------------------------------------------------------------------- |
| Wylie-Transliteration: mi nyag grwa tshang bkra shis chos 'phel gling |
| Chinesische Bezeichnung                                               |
| Vereinfacht: 乜纳寺                                                   |
| Pinyin:Miēnà sì                                                       |

Minyag Dratshang oder Minyag Dratshang Chöphel Ling  (tib.:  mi nyag grwa tshang bkra shis chos 'phel gling ) ist ein für seinen alten Chörten berühmtes Kloster der Gelugpa-Schule des tibetischen Buddhismus. Es liegt in der Nähe des Gelben Flusses in der Großgemeinde Heyin 河阴镇 von Guide (Thrika) des Autonomen Bezirks Hainan der Tibeter in der nordwestchinesischen Provinz Qinghai.
Das Kloster wurde vom 1. Minyag Trülku Lodrö Dargye (mi nyag blo gros dar rgyas; 1675–1753) gegründet.
Der 5. Minyag Rinpoche wurde 1802 zum Abt des Kumbum-Klosters ernannt.
Aus dem Kumbum-Kloster gerieten eine Kanjur-Ausgabe, Schriften Tsongkhapas und seiner Schüler und viele Buddhastatuen und Thankhas in den Besitz von Minyag Dratshang. Unter dem 6. Minyag Rinpoche Pelden Tenpe Nyima (1819–1901) erlebte es seine Blütezeit.

## Minyag Chörten
Direkt neben dem Kloster befand sich der alte berühmte Minyag Chörten (mi nyag mchod rten), ein Bauwerk das zur Zeit der tibetischen Könige im 9. Jahrhundert errichtet worden sein soll und von dem 5. Minyag Trülku Tshülthrim Tenpe Nyima (mi nyag tshul khrims bstan pa'i nyi ma; 1755–1817) vergoldet wurde. Es war für lange die Zeit das berühmteste Bauwerk seiner Art in Qinghai.

## Neuere Zeit
Das Kloster wurde während der Kulturrevolution geschlossen, sein Chörten wurde ebenfalls zerstört, der einzige verbleibende Gebäude war seine große Hauptversammlungshalle. 1986 wurde es restauriert wiedereröffnet. Auch sein Chörten wurde wiederhergestellt.

## Denkmal der Provinz Qinghai
Das Kloster steht seit 1998 auf der Liste Denkmäler der Provinz Qinghai.

### Nachschlagewerke
- Zangzu da cidian. Lanzhou 2003